# Spirorbis rugosa
Spirorbis rugosa är en ringmaskart som beskrevs av Chenu in Mörch 1863. Spirorbis rugosa ingår i släktet Spirorbis och familjen Serpulidae. Inga underarter finns listade i Catalogue of Life.